# Coupe des vendanges
 (juin 2024).
Si vous disposez d'ouvrages ou d'articles de référence ou si vous connaissez des sites web de qualité traitant du thème abordé ici, merci de compléter l'article en donnant les références utiles à sa vérifiabilité et en les liant à la section « Notes et références ».
La coupe des vendanges est une pièce d'orfèvrerie réalisée par François-Désiré Froment-Meurice en 1844 et conservée au musée du Louvre.

## Une réalisation à plusieurs mains
Plusieurs artistes ont participé à la réalisation de cette œuvre au sein de l'atelier de Froment-Meurice : Jules Wiese (1818-1868), Antoine Vechte, et Louis-Augustin Mulleret. Ce d'après un dessin d'Adolphe-Victor Geoffroy-Dechaume, auteur de la fontaine du Jardin des Plantes (Paris).

## Description
L’œuvre est représentative de la période par la présence d’agates jaune et grise, et d'une coquille en agate grise. Le pied est en argent partiellement doré et émaillé. L’œuvre est ainsi l'expression du XIXe siècle d'une certaine fascination pour les objets polychromes des XVIe et XVIIIe siècles. 
L'iconographie est typiquement romantique. Sur le pied trilobé en argent qui évoque un objet médiéval, trois personnages, Noé, le poète Anacréon, Loth et ses filles. Il s'agit donc de la représentation de l'ivresse bachique, de l'ivresse poétique, et de l'ivresse amoureuse. Au-dessus, un personnage féminin, la Raison endormie par l'ivresse et autour de laquelle rodent des amours. Elle est couchée sur un cep de vigne. Thème romantique également présent, celui de l'amour maternel, à travers la représentation de l'oiseau défendant son nid.

## Réception
Le modèle de cette œuvre a été présenté à l'Exposition des Produits de l'Industrie de 1844 et a connu un fort succès. Plusieurs exemplaires ont été  réalisés. Honoré de Balzac en acheté un, le duc de Montpensier en acheté une pour sa belle-sœur et le prince Jérôme en offre une à Mathilde. L'œuvre transcende donc les clivages politiques du XIXe siècle.